# Fattatenda
Fattatenda (Schreibvariante: Fatta Tenda, Fattetenda und Fatatenda, Fatotenda) ist eine Ortschaft mit historischer Bedeutung im westafrikanischen Staat Gambia.
Nach einer Berechnung für das Jahr 2013 leben dort etwa 48 Einwohner, das Ergebnis der letzten veröffentlichten Volkszählung von 1993 betrug 35.

## Geographie
Fattatenda liegt in der Upper River Region im Distrikt Wuli und ist ungefähr zwei Kilometer von Badja Kunda und 25 Kilometer von Basse Santa Su entfernt, liegt am Gambia-Fluss und besitzt dort eine Anlegestelle. Der Fluss, der selbst in der Trockenzeit, die von Dezember bis April dauert, eine Breite von 100 Meter und eine Tiefe von vier bis sechs Meter hat, erreicht während der Regenzeit einen zwölf bis sechzehn Meter höheren Stand.

## Geschichte
Die Portugiesen hatten hier schon im 15. Jahrhundert einen Handelsstützpunkt (auch Faktorei) gegründet. Damals herrschte in dem Gebiet das Königreich Wuli, das dem Malireich unterstand. Ende des 19. Jahrhunderts hatte die französische Compagnie Française d’Afrique Occidentale hier und in Yarbutenda eine Faktorei.